# Tocane-Saint-Apre
Tocane-Saint-Apre (okzitanisch Sent Abre) ist eine  französische Gemeinde im Département Dordogne in der Region Nouvelle-Aquitaine (vor 2016: Aquitanien). Sie hat 1.757 Einwohner (Stand: 1. Januar 2022) und gehört zum Arrondissement Périgueux. Die Bewohner werden Tocanais und Tocanaises genannt.

## Geographie
Tocane-Saint-Apre liegt etwa 19 Kilometer westnordwestlich von Périgueux. Die Dronne begrenzt die Gemeinde im Norden, im Süden verläuft das Flüsschen Salembre. Umgeben wird Tocane-Saint-Apre von den Nachbargemeinden Montagrier im Norden, Grand-Brassac im Norden und Nordosten, Lisle im Nordosten, Mensignac im Osten, Saint-Aquilin im Süden, Segonzac im Südwesten, Douchapt im Westen sowie Saint-Victor im Nordwesten.

## Geschichte
1852 wurden die Gemeinden Tocane und Saint-Apre zur heutigen Gemeinde zusammengeschlossen.

### Bevölkerungsentwicklung
| Jahr                       | 1962 | 1968 | 1975 | 1982 | 1990 | 1999 | 2006 | 2019 |
| Einwohner                  | 1413 | 1359 | 1318 | 1376 | 1377 | 1484 | 1541 | 1742 |
| Quellen: Cassini und INSEE |      |      |      |      |      |      |      |      |

## Sehenswürdigkeiten
- Dolmen
- Kirche Notre-Dame-de-la-Nativité aus dem 19. Jahrhundert
- Kapelle Notre-Dame von Le Perdux aus dem 19. Jahrhundert
- Burgruine Vernode mit Donjon, seit 1886 als Monument historique klassifiziert
- Schloss Beauséjour aus dem 15./16. Jahrhundert
- Schloss Fayolle aus dem 18./19. Jahrhundert, seit 1969 als Monument historique eingeschrieben
- Schloss Lavalade aus dem 18./19. Jahrhundert

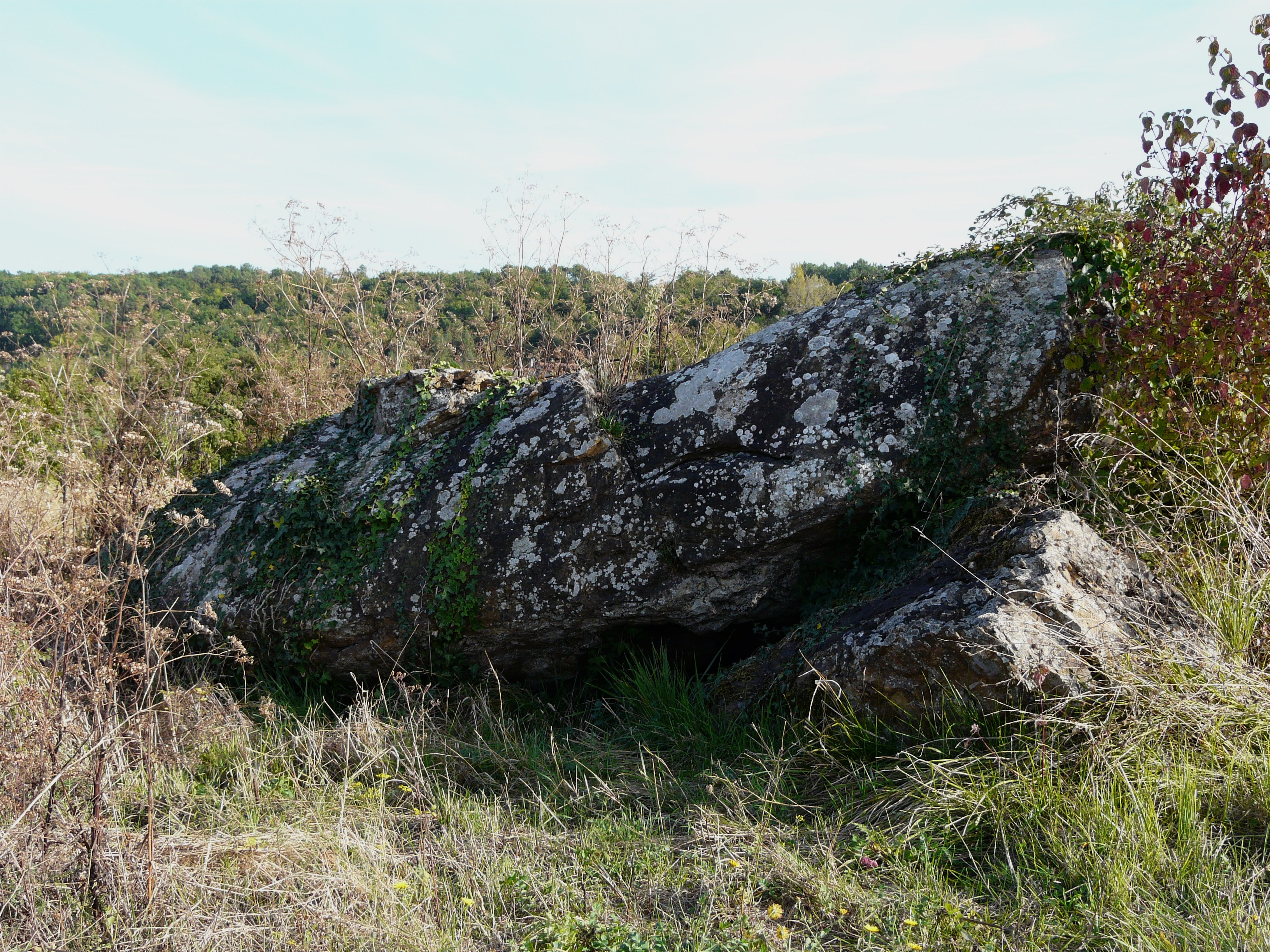
Dolmen
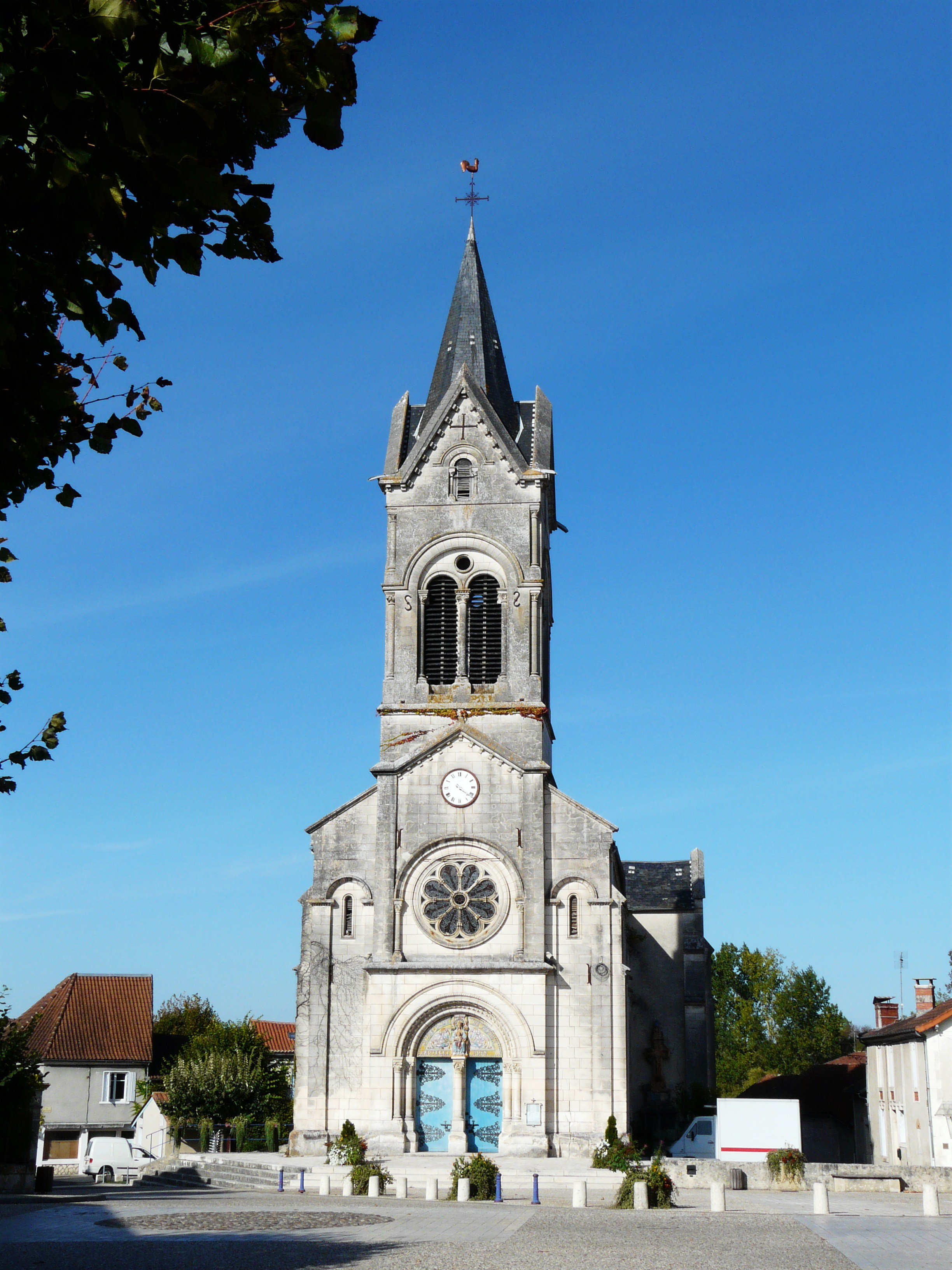
Kirche Notre-Dame-de-la-Nativité
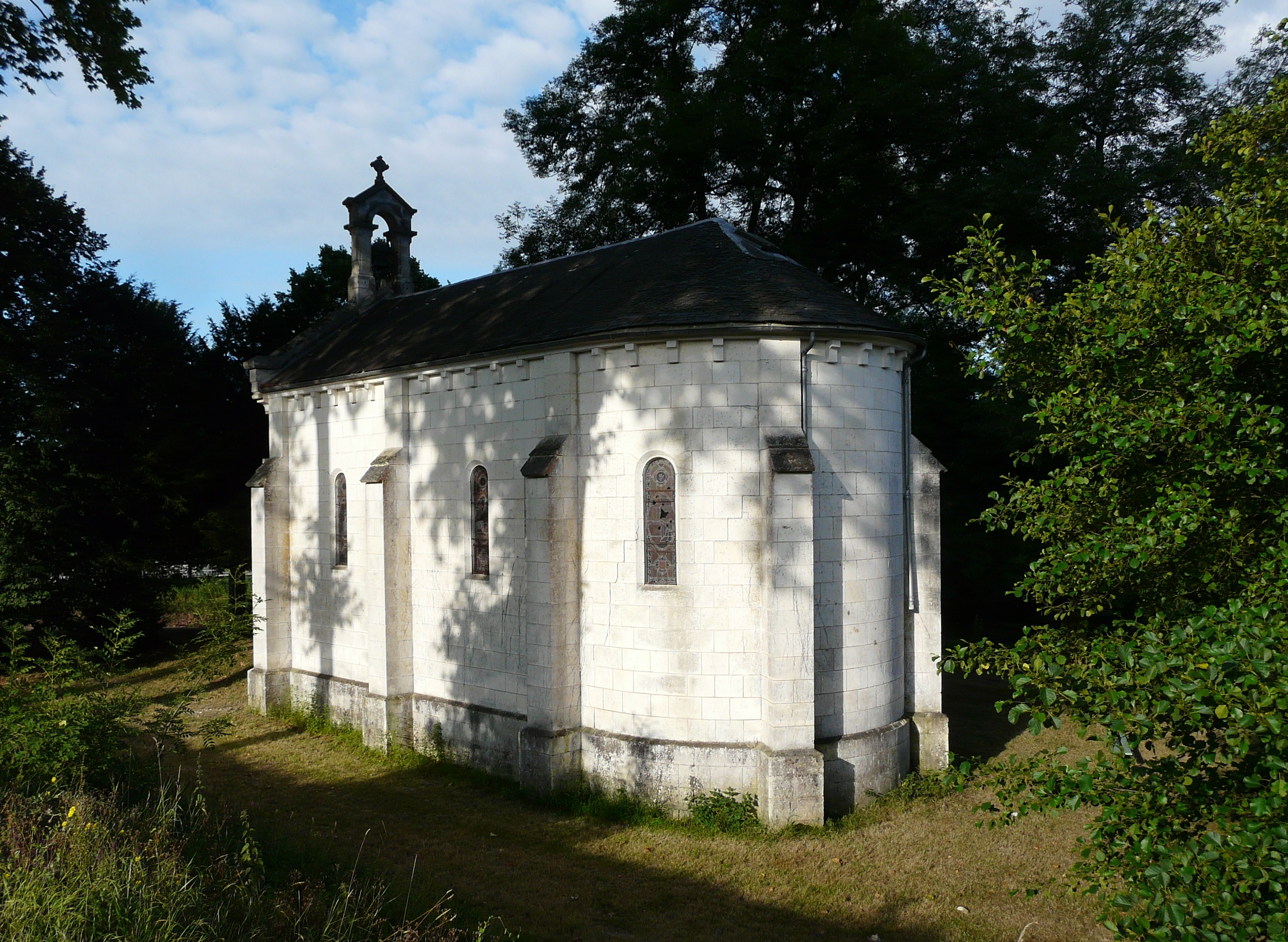
Kapelle Notre-Dame
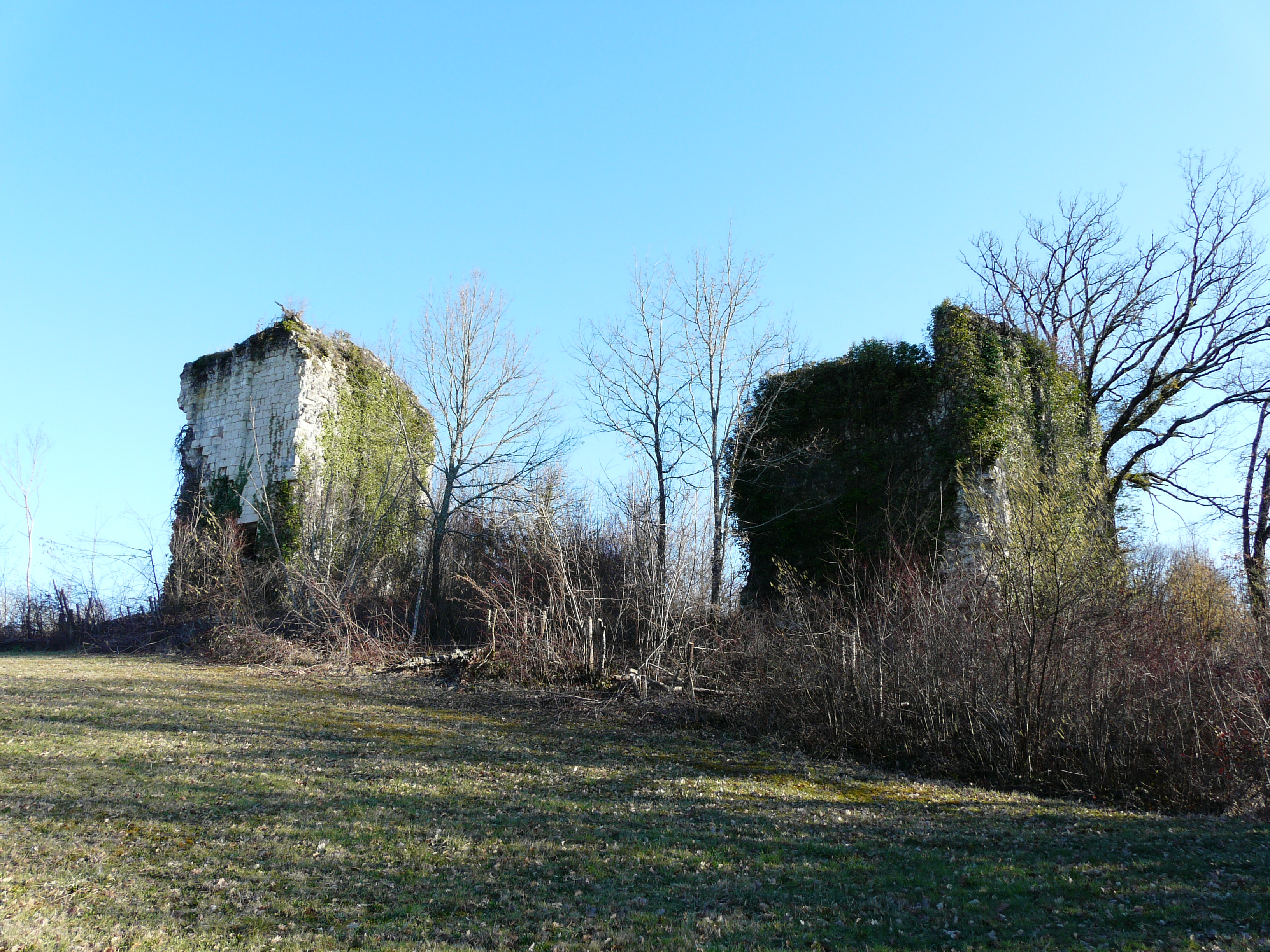
Burgruine Vernode
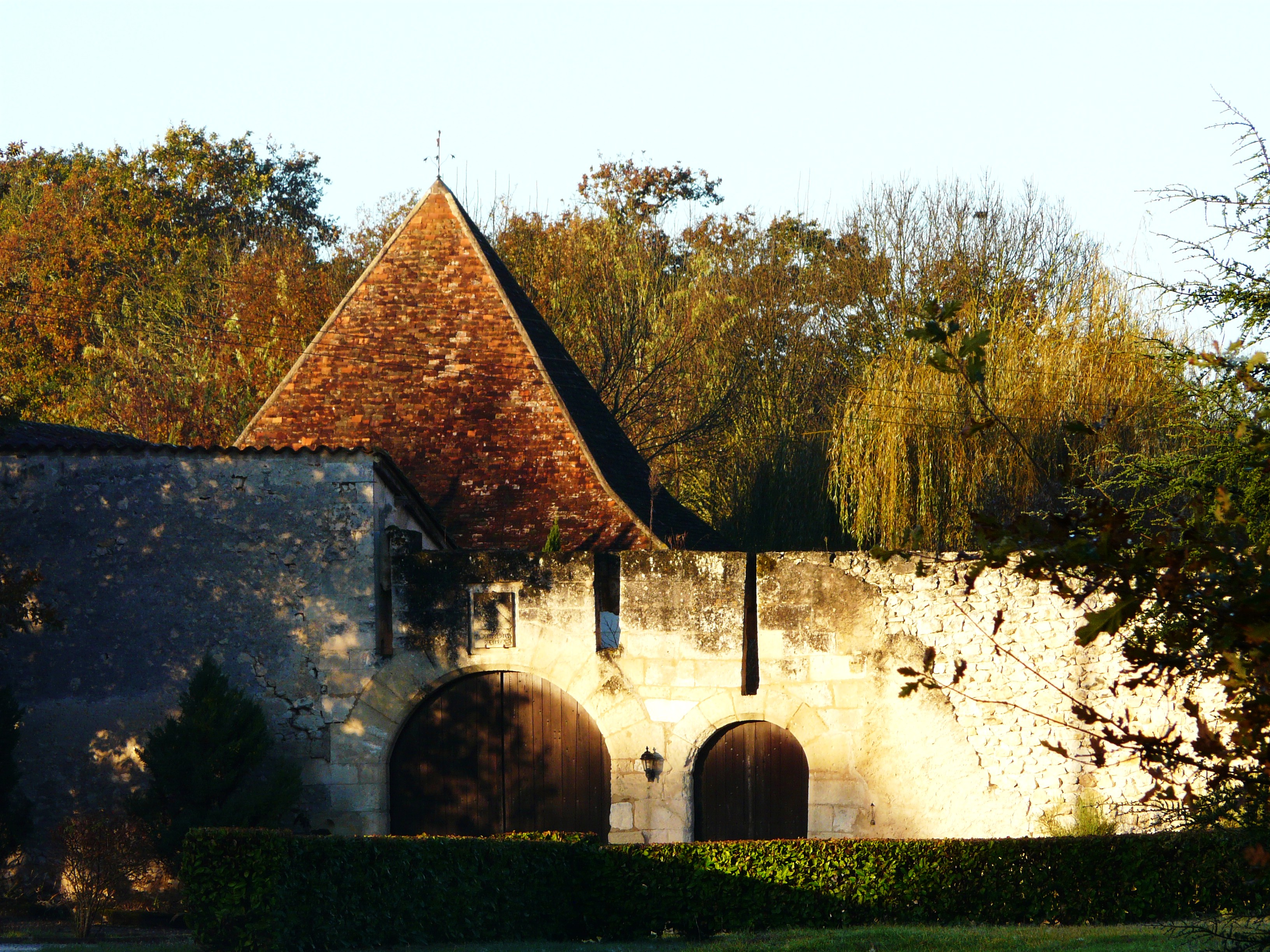
Schloss Beauséjour
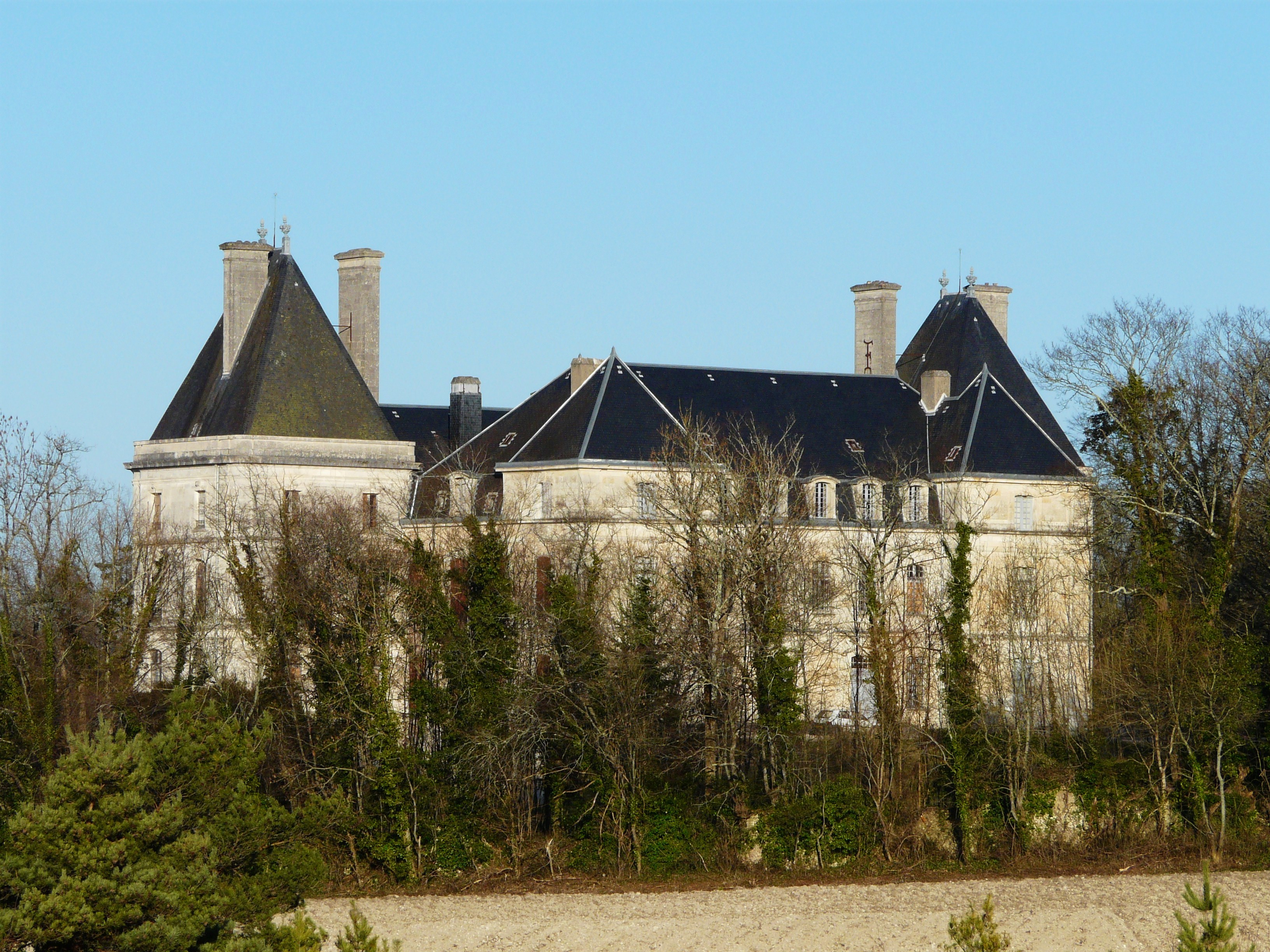
Schloss Fayolle